# Planescape: Torment
(Ravel Puzzlewell)
Planescape: Torment è un videogioco di ruolo per computer sviluppato da Black Isle Studios e pubblicato da Interplay il 12 dicembre 1999 per PC, unicamente per  Microsoft Windows.
È un gioco di ruolo che prende ispirazione dal Multiverso (Multiverse) di Planescape, un'ambientazione fantasy per il gioco da tavolo Advanced Dungeons & Dragons. Il motore grafico del gioco è una versione modificata dell'Infinity Engine, che fu utilizzato anche nel videogioco di BioWare Baldur's Gate, un precedente gioco di ruolo ambientato in un altro scenario di AD&D, i Forgotten Realms.
Il protagonista, conosciuto come The Nameless One (letteralmente "Il Senza Nome"), è una creatura immortale che ha vissuto molte vite, ma delle quali si è completamente dimenticato, così come del suo nome. Il gioco si concentra sul suo viaggio attraverso la città di Sigil e gli altri Piani alla ricerca di informazioni sulla propria identità. Molti personaggi, nel corso del gioco, possono unirsi al Nameless nella sua personalissima quest.

## Trama
(Profezia di Deionarra.)
L'avventura inizia nella città di Sigil, detta anche "la città delle porte" per essere l'ago della bilancia fra i più disparati piani del multiverso: il protagonista, un immortale tanto enigmatico quanto anonimo il cui corpo è livido per la putrefazione incipiente e sfigurato per le cicatrici di cui è ricoperto, si sveglia in un obitorio senza alcun ricordo di chi sia né di cosa abbia fatto per meritare tale sorte. Un'entità con le sembianze di un teschio fluttante, chiamata Morte, lo informa di una serie di tagli incisi sulla sua schiena che, una volta cicatrizzati, assumono l'aspetto di una scritta contenente un riferimento al suo ormai perso diario e ad un personaggio di nome Pharod. Il protagonista inizia quindi la sua missione per risolvere i due fondamentali problemi: conoscere il proprio passato e tornare mortale.
Dopo essere evaso dall'obitorio, sfuggendo al controllo della stoica fazione che lo gestisce (i Dustmen), il protagonista, accompagnato da alcuni bizzarri personaggi in cui s'imbatterà nel corso del suo cammino, proseguirà il suo viaggio in diversi luoghi di Sigil ma anche in dimensioni "metafisiche" quali l'Avernus, il primo livello di Baator e quello di Carceri e in diversi dungeon (uno dei quali è il labirinto della Signora del Dolore in persona, avendone eventualmente provocato l'ira). Nel gioco ci sono inoltre numerose missioni secondarie e facoltative, alcune inscritte nel registro classico da videogioco di ruolo ed altre che se ne discostano.
Durante il gioco, il protagonista scopre che la sua persona originale in passato ebbe modo di interloquire con Ravel Puzzlewell, una strega notturna nonché la più potente delle Sorelle Grigie, autrice di varie malefatte tra cui quella di voler "liberare" la Signora del Dolore aprendo tutti i portali di Sigil. Egli chiese a Ravel di diventare immortale, per poter espiare delle pene terribili che in una sola vita non avrebbe potuto ed evitare così la dannazione eterna di combattere infinitamente nella Guerra Sanguinaria. Ravel fece quindi un tentativo che in parte riuscì: il Nameless One infatti sarebbe stato immortale ma non invincibile, ovvero se avesse ricevuto ferite fatali sarebbe comunque morto, salvo poi risorgere una volta cadavere senza memoria alcuna del proprio passato, recente e lontano. Ravel, per accertarsi dell'efficacia sperimentale della sua stregoneria, pugnalò a morte il protagonista, verificando così che l'incantesimo avesse avuto relativamente successo ma facendolo diventare il Nameless One attuale.
Il rito per creare il Transcendent One ("Il Trascendente", la mortalità corporeizzata del Nameless One) prevedeva che ad ogni ciclo di morte-risveglio del Nameless One, al posto di questi un'altra persona sarebbe dovuta morire e diventare un'ombra dannata. Per mettere fine a questa ingiustizia e ad uno stato di travagliata non-vita, il protagonista segue le numerose tracce lasciate dalle sue precedenti incarnazioni, ma molte di queste, essendo state migliaia, sono perite prima di arrivare alla conclusione, proprio a causa degli innumerevoli ostacoli posti dal Trascendent One che, geloso della propria corporeità, vuol prevenire a tutti i costi una riunificazione col Nameless One.
La strada che permette di arrivare alla soluzione è quella che coinvolge Trias, un angelo traditore: egli, nonostante lo neghi all'inizio in accordanza con la propria contraddittoria natura di menzognero, infatti conosce il modo di arrivare alla metafisica Fortezza dei Rimpianti, regno delle ombre rabbiose create dal protagonista ed in cui risiede il Trascendent One; è necessario però che il Nameless One torni nel Mortuario, dove l'avventura è cominciata, si strappi un lembo di pelle e ci scriva sopra col sangue uno dei propri rimpianti. In questo modo egli giungerà nel Piano dell'Energia Negativa, in cui il confronto finale avrà luogo.
Il gioco può finire in diversi modi: se si è molto saggi, intelligenti e carismatici, si può convincere la propria nemesi che è necessario riunirsi ad essa assorbendola; oppure, la si può vincere in combattimento in un processo di autodistruzione o, ancora, giacché il Trascendente è legato comunque alla figura corporea del Senza Nome, ci si suicida tagliandosi la gola con la Spada dell'Immortale o autoannullandosi per mezzo della propria volontà. In ogni caso, il protagonista avrà modo di esalare l'ultimo e definitivo respiro e sconterà la pena delle proprie malefatte nelle grigie distese dell'Ade combattendo nella Guerra Sanguinaria, senza più farvi ritorno.

## Modalità di gioco
Planescape: Torment è costruito sul motore grafico Infinity Engine, sviluppato dalla BioWare: esso presenta il giocatore in un mondo realizzato in 2d, nel quale vengono controllati i numerosi personaggi giocabili. Le regole del gioco sono basate su quelle di Advanced Dungeons & Dragons. Il giocatore assume il ruolo di The Nameless One, essere umano ma immortale, alla ricerca del motivo per il quale egli non può morire. L'esplorazione attraverso gli sfondi disegnati a mano è eseguita cliccando con il puntatore sul terreno per muovere gli sprites, oppure cliccando su un oggetto o su un personaggio non giocabile per interagirvi. Gli oggetti e le magie possono essere utilizzate grazie a hotkey, slot di richiamo veloce o grazie a un peculiare menù radiale, richiamabile in ogni momento durante l'esplorazione. Gli oggetti raccolti vengono invece gestiti in un menù a parte, nel quale viene mostrato l'inventario di ogni membro del party. Da questo menù si possono inoltre equipaggiare sui personaggi armi, armature e accessori, in grado di potenziarli (o, raramente, di indebolirli, a seconda dei casi). Una delle peculiarità di Planescape: Torment sta nel fatto che nel gioco si trovino poche armature/vestiti, e le poche che si rinvengono possono essere indossate solo da uno sparuto numero di personaggi fra tutti quelli che il giocatore può utilizzare: per sopperire a questa mancanza, un'alternativa alle armature è l'applicazione, sul corpo di Nameless o su quello dei suoi compagni, di speciali tatuaggi magici, che donano loro dei bonus alle caratteristiche o abilità particolari.
Il gioco inizia con la creazione del personaggio: il giocatore è chiamato ad assegnare i "punti attributo" alle caratteristiche principali, importate da Dungeons & Dragons, del Nameless One: Forza, Destrezza, Costituzione, Intelligenza, Saggezza e Carisma. Il Nameless inizia il gioco come personaggio appartenente alla classe del guerriero, ma il giocatore potrebbe, più tardi, cambiarne la professione in mago o ladro (difatti, vi è da dire che il cambio di classe non è mai definitivo: il giocatore può decidere in qualunque momento di passare da una classe a un'altra parlando con un determinato personaggio che possa adeguatamente addestrarlo). Il giocatore può reclutare molti personaggi nel corso del gioco, ma può portarne con sé soltanto un massimo di cinque alla volta (sei contando anche il Nameless, il protagonista). I personaggi reclutati intervengono spesso nelle conversazioni che il Nameless intrattiene con altri personaggi non giocabili, e il giocatore può parlare con loro per scoprire aspetti della loro personalità e della loro storia.
Il gameplay di Planescape: Torment si concentra spesso sulla risoluzione di quest, vere e proprie missioni secondarie legate o meno alla trama principale. A differenza di altri giochi di ruolo, come Baldur's Gate, in Torment le quest si risolvono spesso contando più sulla diplomazia che non sulla forza bruta, e molti dei combattimenti possono essere evitati attraverso scelte oculate nei dialoghi. Il Nameless porta sempre con sé un diario, che viene regolarmente aggiornato in automatico e che fornisce in qualunque momento al giocatore informazioni su trama, personaggi, nemici e soprattutto sulle missioni completate o ancora in corso. La morte del Nameless, a differenza di altri giochi di ruolo, non comporta molte penalità: essendo il protagonista immortale, pochi istanti dopo la sua dipartita si risveglirà in qualche zona della città, di nuovo in vita.
L'allineamento, in AD&D, viene normalmente scelto all'inizio della partita e tale rimane fino alla fine del gioco: anche nella serie di Baldur's Gate, per esempio, avviene così. In Planescape: Torment la cosa viene invece gestita diversamente: il Nameless inizia la sua quest con allineamento "neutrale puro" (True Neutral), ma durante il gioco esso può mutare (un po' come avveniva nella serie, sempre sviluppata dai Black Isle Studios, di Fallout, in cui l'allineamento veniva tuttavia rimpiazzato dal karma). Ciò per esempio significa che, mentendo e uccidendo innocenti, il Nameless diventerà un personaggio di tipo malvagio e caotico, mentre comportandosi in modo virtuoso cambierà allineamento in buono e legale. L'allineamento, come già in AD&D, consta di due indici, quello di perseguimento dell'azione morale (legale, caotico, neutrale) e quello di allineamento morale (buono, malvagio, neutrale) e permette così di dar vita a nove tipologie caratteriali: il Legale-Neutrale, il Legale-Malvagio, il Legale-Buono; il Caotico-Buono, il Caotico-Malvagio, il Caotico-Neutrale; il Neutrale Puro - anche detto Neutrale-Neutrale (con cui il protagonista inizia), il Neutrale-Buono e infine il Neutrale-Malvagio. I personaggi che il Nameless recluta nella sua avventura hanno invece un proprio allineamento determinato e non modificabile, e stessa cosa si può dire, sebbene in questo caso esso non venga mostrato direttamente al giocatore, per tutti i personaggi non giocabili - una delle sfide di Planescape: Torment risiede proprio nel capire quali siano la personalità e le tendenze dei propri interlocutori e cercare di soddisfarli, provocarli o addirittura manipolarli rispondendo in maniera adeguata.
Durante il proprio viaggio per Sigil inoltre è possibile entrare a far parte di alcune fazioni, ognuna delle quali ha una propria filosofia esistenziale riguardo al mondo e alla vita: se da una parte unirsi a una fazione concede dei privilegi, ad esempio il poter acquistare o vendere merci uniche presso un membro; dall'altra può presentare lo svantaggio di inimicarsi esplicitamente i membri di altre fazioni, o alienarsene indirettamente l'amicizia.
Ci sono circa quindici fazioni, più o meno organizzate ed aventi sede nella città planare di Sigil, teatro della lotta per la vittoria della propria ideologia. Non è possibile aderire a tutte le fazioni, ma solo ad alcune, e mai a più di una contemporaneamente.

## Personaggi principali
Al fianco del Nameless One ci sono altri personaggi: in ognuno di essi alberga un proprio tormento che, sotto l'influsso magico dell'omonimo simbolo che il Nameless ha tatuato, li spinge ad aggregarsi a lui e condividere con lui il loro travagliato cammino.
- Deionarra: una bellissima dama spettrale all'inizio misteriosa che, apparendo come un'anima in pena dinanzi a una sontuosa tomba nel Mortuario, dichiarerà di esser stata l'amata del protagonista e di essere ancora, nonostante tutto, disposta ad aiutarlo. In realtà, Deionarra era un membro della compagnia accuratamente selezionata dalla precedente incarnazione pratica del Nameless One che, cinica e calcolatrice qual era, si era semplicemente servita di lei per le sue doti profetiche, abbandonandola poi per sempre al suo destino nella Fortezza dei Rimpianti, per poter successivamente sfruttare la sua posizione nel covo del Trascendent One per ottenere informazioni preziose, ed essere d'aiuto e guida per le incarnazioni che avrebbero  eventualmente seguito.
- Xachariah: un ex-compagno di viaggio dell'incarnazione pratica del Nameless One che, essendo stato da questi spinto a siglare da ubriaco il contratto dei Dustmen, si può ora ritrovare in forma di zombie n.331 al piano terra del mortuario. Usando su di lui l'abilità di parlare con i morti, sarà possibile ridare al suo spirito capacità di parola, ma non di memoria fintanto che non si interroga Dak'kon sui precedenti compagni di viaggio.
- Morte: un guerriero che ha le fattezze di un teschio fluttuante e si incontra all'inizio del gioco. Si rivelera provenire dalla Colonna di Teschi nel Piano infernale di Baator e si verrà a sapere che è già stato un compagno del Nameless One nelle precedenti incarnazioni.
- Dak'kon: un Githzerai mago/guerriero. Anche lui era un compagno del protagonista: da lui rinvenuto in stato comatoso, era stato rianimato e, per mezzo di un ingannevole patto, sfruttato e schiavizzato dall'incarnazione pratica del Nameless One. Può essere reso consapevole di sé stesso istruendolo sul sentiero di Zerthimon, un profeta della sua specie.
- Annah-of-the-Shadows: una scaltra ma alquanto sboccata tiefling ladra/guerriera, figlia adottiva di Pharod. Cresciuta di stenti nell'Hive ammassando pile di cadaveri per conto del patrigno, si unirà al gruppo sotto l'effetto del tatuaggio magico del Nameless, avente la proprietà di attrarre anime tormentate.
- Fall-From-Grace: una misteriosa tanar'ri, coacervo di contraddizioni interne: è una bellissima succuba e tenutaria di una casa di tolleranza, ma al tempo stesso un casto chierico (d'altra parte, il bordello avrebbe lo scopo di soddisfare la sola libidine intellettuale); è un chierico, ma non adora dio alcuno; è strutturalmente plasmata dal caos e dal male, come ogni demone, ma è un personaggio legale-neutrale di apparente buon animo.
- Ignus: un laconico cadavere condannato alle fiamme eterne per aver attentato, da vivo, all'integrità della città di Sigil con le sue pulsioni piromani; pare sia stato, un tempo, allievo di una potente incarnazione da mago del Nameless One e che, da lui istruito sulla base di alquanto sadici precetti, sia poi impazzito del tutto, traendo piacere dallo stesso fuoco che lo divora.
- Nordom: un drone Modron guerriero (una sorta di androide), l'unico della sua "specie" ad avere una propria personalità. Si trova nel labirinto di Modron.
- Vhailor: nella vita passata era un Mercykiller che, spinto dalla giustizia, inseguiva una precedente incarnazione del Nameless One per eliminarla; da questi murato vivo in una caverna sotterranea di Curst, si è consumato a tal punto da essere nient'altro che una vuota armatura infestata dal suo stesso fantasma ed animata dal solo sentimento di cieca vendetta. Si può reclutare come compagno, a patto che lo si liberi dalla grotta e che gli si menta sulla propria identità, oppure lo si può indurre a suicidarsi e smettere per sempre di esistere, sfruttando a proprio vantaggio retorico la sua devozione al concetto di giustizia o rendendolo edotto della sua stessa morte (della quale, tanto era rimasto saldo ai suoi principi, neanche si era accorto).

## Critica
Il titolo riuscì ad ottenere un successo pressoché unanime di critica, ma un'accoglienza assai tiepida a livello di vendite, tanto da risultare, con le sue sole 100 000 copie al tempo vendute, un clamoroso fallimento commerciale (in termini di paragone, Diablo avrebbe invece raggiunto, tre anni dopo, circa 2,5 milioni di copie). Solo successivamente il tempo avrebbe tributato a Torment un miglior giudizio, elevandolo a cult game dell'intero settore videoludico.

## Localizzazione italiana
Benché commercializzato anche in Italia, non venne mai tradotto localizzato. Venne pubblicata nel 2002 una patch gratuita per la traduzione del gioco in italiano, realizzata dall'Italian Translation Project, un gruppo amatoriale responsabile anche della traduzione di giochi come The Elder Scrolls III: Morrowind e Arcanum: Of Steamworks and Magick Obscura.